# E̱
Cette page contient des caractères spéciaux ou non latins. S’ils s’affichent mal (▯, ?, etc.), consultez la page d’aide Unicode.
E̱, ou E macron souscrit, est un graphème utilisé dans l'écriture de l’amarakaeri, du bribri, du chinantèque d’Ojitlán, du cabécar, du chinantèque d’Ozumacín, du chumburung, de l’emai, du huli, du hun, du hyam, du karimojong, du maijiki, du mazatèque, du nuer, du pame central, du safaliba, du suédois de Noarootsi et du tennet. Il s'agit de la lettre E diacritée d'un macron souscrit. Il n’est pas à confondre avec le E̲, E trait souscrit.

## Utilisation
En safaliba, le E macron souscrit ‹ e̱ › est utilisé pour représenter une voyelle pré-fermée antérieure non arrondie [ɪ].
En ticuna, le E macron souscrit ‹ e̱ › est utilisé pour représenter une voyelle mi-fermée antérieure non arrondie laryngalisée [ḛ].

## Représentations informatiques
Le E macron souscrit peut être représenté avec les caractères Unicode suivants :
- décomposé (latin de base, diacritiques) :

| formes    | représentations | chaînes de caractères | points de code | descriptions                                          |
| --------- | --------------- | --------------------- | -------------- | ----------------------------------------------------- |
| capitale  | E̱               | E◌̱                    | U+0045 U+0331  | lettre majuscule latine e diacritique macron souscrit |
| minuscule | e̱               | e◌̱                    | U+0065 U+0331  | lettre minuscule latine e diacritique macron souscrit |

## Sources
- (es + tca) Doris Anderson et Lambert Anderson, Diccionario ticuna — castellano, coll. « Serie Lingüística Peruana » (no 57), 2017 (lire en ligne)
- (en) Paul Alan Schaefer, Narrative storyline marking in Safaliba: determining the meaning and discourse function of a typologically-suspect pronoun set (thèse de Ph.D.), University of Texas at Arlington, 2009 (lire en ligne)